# Ansted (Virginia Occidental)
Ansted es un pueblo ubicado en el condado de Fayette en el estado estadounidense de Virginia Occidental. En el Censo de 2010 tenía una población de 1404 habitantes y una densidad poblacional de 325,77 personas por km².

## Geografía
Ansted se encuentra ubicado en las coordenadas 38°8′8″N 81°6′13″O / 38.13556, -81.10361. Según la Oficina del Censo de los Estados Unidos, Ansted tiene una superficie total de 4.31 km², de la cual 4.3 km² corresponden a tierra firme y (0.3%) 0.01 km² es agua.

## Demografía
Según el censo de 2010, había 1404 personas residiendo en Ansted. La densidad de población era de 325,77 hab./km². De los 1404 habitantes, Ansted estaba compuesto por el 96.65% blancos, el 2.71% eran afroamericanos, el 0.21% eran amerindios, el 0% eran asiáticos, el 0% eran isleños del Pacífico, el 0.14% eran de otras razas y el 0.28% pertenecían a dos o más razas. Del total de la población el 0.93% eran hispanos o latinos de cualquier raza.